# 정공 (후한)
정공(丁恭, ? ~ ?)은 후한 초기의 학자이자 관료로, 자는 자연(子然)이며 연주 산양군 동민현(東緡縣) 사람이다.

## 생애
《공양엄씨춘추》(公羊嚴氏春秋)를 익혔다. 학문이 빼어나 항상 수백 명을 두고 가르쳤고, 주와 군에서 불러들였으나 응하지 않았다.
건무 초기에 간의대부(諫議大夫)에 임명되었으며, 이후 박사(博士)를 지내고 관내후에 봉해졌다.
건무 11년(35년), 소부로 전임되었다.
정공의 가르침을 받기 위해 멀리서 찾아오는 자가 수천 명이나 되었기 때문에, 당시 사람들은 정공을 대유(大儒)라 칭하였다. 태상 누망·시중(侍中) 승궁·장수교위 번조는 모두 정공의 가르침을 받았다.
건무 20년(44년), 시중좨주(侍中祭酒)·기도위가 되었다. 시중 유곤(劉昆)과 함께 광무제의 곁에서 자문을 맡았으며, 재임 중 죽었다.

## 출전
- 범엽, 《후한서》
  - 권27 선장이왕두곽오승정조열전
  - 권79하 유림열전

| 전임 (불명) | 후한의 소부 35년 ~ 39년 | 후임 두림 |